# Hubert de Givenchy
Hubert James Marcel Taffin de Givenchy gróf (Beauvais, 1927. február 21.  – Párizs, 2018. március 10.) francia arisztokrata, divattervező. 1952-ben alapította meg a Givenchy divatházat.
Többek közt arról volt nevezetes, hogy ő tervezte Audrey Hepburn személyes és művészi ruhatárának nagy részét, valamint olyan hírességek ruháit, mint Jacqueline Kennedy. 1970-ben beválasztották az International Best Dressed List Hall of Fame-be, a világ legjobban öltözöttjeinek dicsőségcsarnokába.
De Givenchy 2018. március 10-én, 91 éves korában, álmában halt meg a Párizs melletti reneszánsz kastélyában.